# Ostra Góra (Tyniec)
Ostra Góra (284 m) – wzgórze w Tyńcu w Krakowie. Pod względem administracyjnym należy do Dzielnicy VIII Dębniki. Pod względem geograficznym należy do Wzgórz Tynieckich na Pomoście Krakowskim w obrębie makroregionu Bramy Krakowskiej. Wzgórza te włączone zostały w obszar Bielańsko-Tynieckiego Parku Krajobrazowego.
Ostra Góra ma 4 wierzchołki. Jest całkowicie porośnięta lasem. Jej zachodnie stoki opadają do zabudowanego osiedla Tyńca – Zagórza, północne do wiodącej przez las ulicy Obrońcy Tyńca. Ulica ta prowadząca przełęczami oddziela Ostrą Górę od następnego na północ wzniesienia Wzgórz Tynieckich – Dużej Kowodrzy. U południowo-wschodnich podnóży znajduje się polana Bagno z pojedynczym domem.
Ostra Góra, podobnie jak całość Wzgórz Tynieckich jest miejscem rekreacji, spacerów i uprawiania sportów. Prowadzi przez nią znakowany szlak turystyczny. Część północnych podnóży włączona została w obszar użytku ekologicznego o nazwie Uroczysko Tyniec.

## Szlaki turystyczne
zielona pętla z Opactwa Benedyktynów w Tyńcu przez Wielkanoc, Uroczysko Kowadza, Dużą Kowodrzę, rezerwat Skołczanka, Ostrą Górę, Guminek, Grodzisko, i dalej brzegiem Wisły, aż do Opactwa Benedyktynów. Długość trasy 8 km.